# Rudge (Somerset)
Rudge – osada w Anglii, w hrabstwie Somerset, w dystrykcie (unitary authority) Somerset. Leży 31 km na południowy wschód od miasta Bristol i 150 km na zachód od Londynu. Miejscowość liczy 100 mieszkańców.